# NGC 2958
NGC 2958 este o galaxie spirală situată în constelația Leul. A fost descoperită în 7 martie 1877 de către Édouard Stephan⁠(d). Se află la o distanță de 95,85 de megaparseci de Pământ.